# Tudor Ungureanu
Tudor Ungureanu (n. 24 aprilie 1963, Căpriana, raionul Strășeni, Republica Moldova) este un muzician originar din Căpriana, Strășeni, Republica Moldova, conducătorul ansamblului etno-folcloric Ștefan Vodă.
Tudor Ungureanu s-a născut în primăvara anului 1963 (24 aprilie 1963) la Căpriana, în Basarabia. Este absolvent al institutului de arte, acolo unde a studiat regia de teatru; inițial optase pentru studiile economice. Deosebitul său talent muzical s-a manifestat încă de la o vârstă fragedă. Pe atunci, în anii copilăriei, cânta la armonică, dar cu timpul a deprins folosirea unei multitudini de instrumente muzicale, printre care și fluierul, tilinca, ocarina, naiul, cavalul și, desigur, cobza. 
În Moldova de dincolo de Prut, lui Tudor Ungureanu i-a fost acordat titlul de „Artist al Poporului” și, în opinia președintelui uniunii muzicienilor moldoveni, el merită pe deplin să fie considerat întâiul bard al țării. Tudor Ungureanu duce o viață modestă iar energia sa sufletească și o bună parte din agoniseala de o viață le-a rezervat pentru susținerea strădaniilor de păstrare a folclorului veritabil și de promovare a valorilor perene ale românismului, cu toate că n-a primit întotdeauna recunoștința și susținerea pe care le-ar fi meritat. În plus, existența i-a rezervat și momente dificile. Cu toate acestea, Tudor Ungureanu a știut să culeagă roadele cele mai de preț ale vieții și se descrie ca fiind „un hoț de frumos”. Îi mulțumește Lui Dumnezeu că nu l-a lăsat să se rupă de pământ, de satul natal.

## Filmografie
- Dănilă Prepeleac (1996)